# Јозгат (вилајет)
Јозгатски вилајет (тур. Yozgat ili) је вилајет у централној Турској. Суседни вилајети су Чорум на северозападу, Кирикале на западу, Киршехир на југозападу, Невшехир на југу, Кајсери на југоистоку, Сивас на истоку, Токат на североистоку и Амасија на северу. Престоница вилајета је град Јозгат. Заузима површину од 14.123 km², где живи 476.096 становника. Густина насељености износи 33.7 ст./km².

## Окрузи
Јозгатски вилајет је подељен на 14 округа (престоница је подебљана):
- Акдагмадени
- Ајдинџик
- Богазлијан
- Чандир
- Чајиралан
- Чекерек
- Кадишехри
- Сарајкент
- Сарикаја
- Шефатли
- Соргун
- Јенифакили
- Јеркој
- Јозгат